# Jądro kulkowate

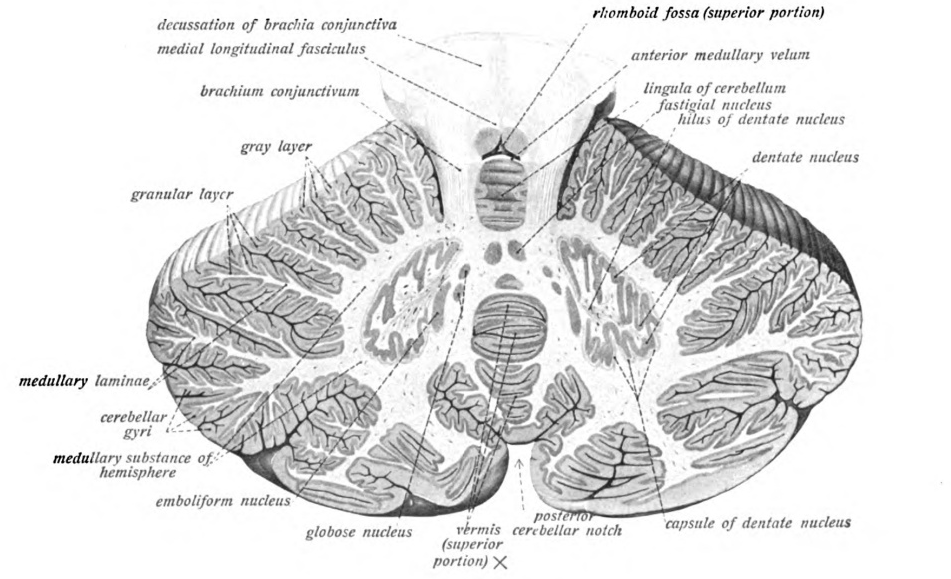
Przekrój móżdżku, jądro kulkowate podpisane globose nucleus

Jądro kulkowate (łac. nucleus globosus, ang. globose nucleus) – jedno z czterech jąder móżdżku u człowieka. Oprócz niego w móżdżku znajdują się: jądro zębate, jądro wierzchu i jądro czopowate. U innych ssaków zamiast czterech jąder móżdżku wyróżnia się trzy, jądru kulkowatemu i jądru czopowatemu odpowiada jądro wsunięte.  
Jądro kulkowate jest położone przyśrodkowo w stosunku do jądra czopowatego oraz bocznie w stosunku do jądra wierzchu. Charakteryzuje się nieregularnym kształtem, nazwa pochodzi od charakterystycznych kulistych uwypukleń. W wymiarze pionowym jądro kulkowate ma 5–6 mm, w strzałkowym 12–15 mm, a w poprzecznym do 3 mm.
W przekroju czołowym jądro jest widoczne jako kilka okrągłych lub owalnych grup komórek połączonych mostkami z istoty szarej lub zupełnie od siebie oddzielonych. Jądro zawiera komórki ułożone grupami, podobne do komórek budujących jądro czopowate.
Połączenia ma biegnące konarem górnym móżdżku i pęczkami móżdżkowo-opuszkowymi.